# Liste des membres de la 25e Knesset
Cette liste présente les 120 membres de la 25e législature de la Knesset d'Israël au moment de leur élection le 1er novembre 2022 lors des élections législatives israéliennes de 2022. Elle présente les élus par partis.

## Répartition des sièges
|       |                             |                    |                                            |      |       |               |  |  |  |
| Liste | Liste                       | Nom hébreu         | Idéologie                                  | Élus | %     | +/-           |  |  |  |
|       | Likoud                      | הליכוד             | Droite et extrême droite nationaliste      | 32   | 23,41 | 3             |  |  |  |
|       | Yesh Atid                   | יש עתיד            | Centre laïc                                | 24   | 17,78 | 7             |  |  |  |
|       | Parti sioniste religieux    | הציונות הדתית      | Extrême droite religieuse                  | 14   | 10,83 | 7             |  |  |  |
|       | Parti de l'unité nationale  | המחנה הממלכתי      | Centre                                     | 12   | 9,08  | 2             |  |  |  |
|       | Shas                        | ש"ס                | Ultraorthodoxes religieux — séfarades      | 11   | 8,24  | 2             |  |  |  |
|       | Judaïsme unifié de la Torah | יהדות התורה        | Droite ultra-orthodoxe                     | 7    | 5,88  | en stagnation |  |  |  |
|       | Israel Beytenou             | ישראל ביתנו        | Nationalisme de centre-droit ou de droite  | 6    | 4,49  | 1             |  |  |  |
|       | Liste arabe unie            | רשימה ערבית מאוחדת | Arabes religieux                           | 5    | 4,07  | 1             |  |  |  |
|       | Hadash-Ta'al                | חד״ש־תע״ל          | Défense des intérêts des arabes israéliens | 5    | 3,75  | en stagnation |  |  |  |
|       | Parti travailliste          | העבודה             | Centre gauche                              | 4    | 3,69  | 3             |  |  |  |

## Élus
| Liste                           | Liste                                        | Nom                        | Image       | Date de naissance | Ville de naissance | Pays de naissance                            |
| Likoud (32)                     | Likoud (32)                                  | Likoud (32)                | Likoud (32) | Likoud (32)       | Likoud (32)        | Likoud (32)                                  |
| ------------------------------- | -------------------------------------------- | -------------------------- | ----------- | ----------------- | ------------------ | -------------------------------------------- |
| 1                               | Likoud                                       | Benyamin Netanyahou        |             | 21 octobre 1949   | Tel Aviv-Jaffa     | Israël                                       |
| 2                               | Likoud                                       | Yariv Levin                |             | 22 juin 1969      | Jérusalem          | Israël                                       |
| 3                               | Likoud                                       | Eli Cohen                  |             | 3 octobre 1972    | Holon              | Israël                                       |
| 4                               | Likoud                                       | Yoav Galant                |             | 8 novembre 1958   | Jaffa              | Israël                                       |
| 5                               | Likoud                                       | Dudi Amsalem               |             | 11 août 1960      | Jérusalem          | Israël                                       |
| 6                               | Likoud                                       | Amir Ohana                 |             | 15 mars 1976      | Beer-Sheva         | Israël                                       |
| 7                               | Likoud                                       | Yoav Kisch                 |             | 6 décembre 1968   | Tel Aviv           | Israël                                       |
| 8                               | Likoud                                       | Nir Barkat                 |             | 19 octobre 1959   | Jérusalem          | Israël                                       |
| 9                               | Likoud                                       | Miri Regev                 |             | 26 mai 1965       | Kiryat Gat         | Israël                                       |
| 10                              | Likoud                                       | Miki Zohar                 |             | 28 mars 1980      | Beersheba          | Israël                                       |
| 11                              | Likoud                                       | Avi Dichter                |             | 14 décembre 1952  | Ashkelon           | Israël                                       |
| 12                              | Likoud                                       | Israël Katz                |             | 21 septembre 1955 | Ashkelon           | Israël                                       |
| 13                              | Likoud                                       | Shlomo Karhi               |             | 6 avril 1982      | Zimrat             | Israël                                       |
| 14                              | Likoud                                       | Amichai Chikli             |             | 12 septembre 1981 | Jérusalem          | Israël                                       |
| 15                              | Likoud                                       | Danny Danon                |             | 8 mai 1971        | Ramat Gan          | Israël                                       |
| 16                              | Likoud                                       | Idit Silman                |             | 27 octobre 1980   | Rehovot            | Israël                                       |
| 17                              | Likoud                                       | David Bitan (en)           |             | 8 avril 1960      | Kenitra            | Maroc                                        |
| 18                              | Likoud                                       | Yuli-Yoel Edelstein        |             | 5 août 1958       | Tchernivtsi        | Union soviétique                             |
| 19                              | Likoud                                       | Eliyahu Revivo (en)        |             | 1973              | Lod                | Israël                                       |
| 20                              | Likoud                                       | Galit Distel-Etebaryan     |             | 10 janvier 1971   | Jérusalem          | Israël                                       |
| 21                              | Likoud                                       | Nissim Vaturi (en)         |             | 23 octobre 1969   | Rishon LeZion      | Israël                                       |
| 22                              | Likoud                                       | Shalom Danino (he)         |             | -                 | -                  | Israël                                       |
| 23                              | Likoud                                       | Haïm Katz                  |             | 8 décembre 1947   |                    | Allemagne                                    |
| 24                              | Likoud                                       | Ofir Akunis (en)           |             | 28 mai 1973       | Tel Aviv           | Israël                                       |
| 25                              | Likoud                                       | Tali Gottlieb (he)         |             | 3 novembre 1975   | Bnei Brak          | Israël                                       |
| 26                              | Likoud                                       | Hanoch Milivitsky          |             | -                 | -                  | Israël                                       |
| 27                              | Likoud                                       | Boaz Bismuth (en)          |             | 25 novembre 1964  | Rehovot            | Israël                                       |
| 28                              | Likoud                                       | Moshé Saada (he)           |             | 14 septembre 1972 | Ramot Meir (en)    | Israël                                       |
| 29                              | Likoud                                       | Eli Dellal (he)            |             | 24 février 1955   | -                  | Israël                                       |
| 30                              | Likoud                                       | Gila Gamliel               |             | 24 février 1974   | Guedera            | Israël                                       |
| 31                              | Likoud                                       | Ofir Katz (en)             |             | 19 mai 1980       | Afula              | Israël                                       |
| 32                              | Likoud                                       | Mai Golan (en)             |             | 3 mai 1986        | Tel Aviv           | Israël                                       |
| Yesh Atid (17)                  |                                              |                            |             |                   |                    |                                              |
| 1                               | Yesh Atid                                    | Yaïr Lapid                 |             | 5 novembre 1963   | Tel Aviv           | Israël                                       |
| 2                               | Yesh Atid                                    | Orna Barbivai              |             | 5 septembre 1962  | Ramla              | Israël                                       |
| 3                               | Yesh Atid                                    | Meir Cohen                 |             | 15 novembre 1955  | Essaouira          | Maroc                                        |
| 4                               | Yesh Atid                                    | Karin Elharar              |             | 9 octobre 1977    | Kiryat Ono         | Israël                                       |
| 5                               | Yesh Atid                                    | Meirav Cohen               |             | 26 août 1983      | Jérusalem          | Israël                                       |
| 6                               | Yesh Atid                                    | Yoel Razvozov              |             | 5 juillet 1980    | Birobidjan         | Union soviétique                             |
| 7                               | Yesh Atid                                    | Elazar Stern (en)          |             | 25 août 1956      | Tel Aviv           | Israël                                       |
| 8                               | Yesh Atid                                    | Mickey Levy                |             | 21 juin 1951      | Jérusalem          | Israël                                       |
| 9                               | Yesh Atid                                    | Meirav Ben-Ari             |             | 13 novembre 1975  | Ra'anana           | Israël                                       |
| 10                              | Yesh Atid                                    | Ram Ben-Barak (en)         |             | 1er avril 1958    | Nahalal            | Israël                                       |
| 11                              | Yesh Atid                                    | Yoav Segalovich            |             | 23 avril 1959     | Tel Aviv           | Israël                                       |
| 12                              | Yesh Atid                                    | Boaz Toporovsky (en)       |             | 17 juillet 1980   | Rishon LeZion      | Israël                                       |
| 13                              | Yesh Atid                                    | Michal Shir (en)           |             | 18 novembre 1979  | Tel Aviv           | Israël                                       |
| 14                              | Yesh Atid                                    | Idan Roll                  |             | 27 avril 1984     | Jérusalem          | Israël                                       |
| 15                              | Yesh Atid                                    | Yorai Lahav-Hertzanu       |             | 5 août 1988       | Tel Aviv           | Israël                                       |
| 16                              | Yesh Atid                                    | Vladimir Beliak (en)       |             | 16 août 1973      | Kemerovo           | Union soviétique                             |
| 17                              | Yesh Atid                                    | Ron Katz (en)              |             | 4 octobre 1985    | Afoula             | Israël                                       |
| 18                              | Yesh Atid                                    | Matti Harkavi (he)         |             | août 1962         | Kiryat-Ata         | Israël                                       |
| 19                              | Yesh Atid                                    | Tania Mazarsky (en)        |             | 8 septembre 1976  |                    | Union soviétique                             |
| 20                              | Yesh Atid                                    | Yasmin Fridman (en)        |             | 1973              | Beer-Sheva         | Israël                                       |
| 21                              | Yesh Atid                                    | Debbie Biton (he)          |             |                   |                    | Israël                                       |
| 22                              | Yesh Atid                                    | Moshe Tur-Paz (en)         |             | 29 avril 1972     | Philadelphie       | États-Unis                                   |
| 23                              | Yesh Atid                                    | Simon Davidson (en)        |             | 1973              | Vilnius            | Union soviétique                             |
| 24                              | Yesh Atid                                    | Naor Shiri (he)            |             | 1er mai 1985      | Hod Hasharon       | Israël                                       |
| Parti sioniste religieux (14)   |                                              |                            |             |                   |                    |                                              |
| 1                               | Parti sioniste religieux                     | Bezalel Smotrich           |             | 27 février 1980   | Haspin             | Israël                                       |
| 2                               | Parti sioniste religieux (Otzma Yehudit)     | Itamar Ben-Gvir            |             | 6 mai 1976        | Jérusalem          | Israël                                       |
| 3                               | Parti sioniste religieux                     | Ofir Sofer                 |             | 1er août 1975     | Alma               | Israël                                       |
| 4                               | Parti sioniste religieux                     | Orit Strook                |             | 15 mars 1960      | Jérusalem          | Israël                                       |
| 5                               | Parti sioniste religieux (Otzma Yehudit)     | Yitzhak Wasserlauf         |             | 1992              | Jérusalem          | Israël                                       |
| 6                               | Parti sioniste religieux                     | Simcha Rothman (en)        |             | 13 août 1980      | Bnei Brak          | Israël                                       |
| 7                               | Parti sioniste religieux (Otzma Yehudit)     | Almog Cohen (en)           |             | 1987              | Beer-Sheva         | Israël                                       |
| 8                               | Parti sioniste religieux                     | Michal Waldiger            |             | 6 janvier 1969    | Bnei Brak          | Israël                                       |
| 9                               | Parti sioniste religieux (Otzma Yehudit)     | Amihai Eliyahu             |             | 6 janvier 1969    |                    | Israël                                       |
| 10                              | Parti sioniste religieux (Otzma Yehudit)     | Zvika Fogel (he)           |             | 3 novembre 1956   | Beer-Sheva         | Israël                                       |
| 11                              | Parti sioniste religieux (Noam)              | Avi Maoz                   |             | 6 juillet 1956    | Haïfa              | Israël                                       |
| 12                              | Parti sioniste religieux                     | Ohad Tal (he)              |             | 4 janvier 1982    |                    | Israël                                       |
| 13                              | Parti sioniste religieux (Otzma Yehudit)     | Limor Fils Har-Melech (en) |             | 3 novembre 1956   | Beer-Sheva         | Israël                                       |
| 14                              | Parti sioniste religieux                     | Moshé Salomon              |             | 1974              |                    | Éthiopie                                     |
| Parti de l'unité nationale (12) |                                              |                            |             |                   |                    |                                              |
| 1                               | Parti de l'unité nationale (Bleu et blanc)   | Benny Gantz                |             | 9 juin 1959       | Kfar Ahim          | Israël                                       |
| 2                               | Parti de l'unité nationale (Nouvel Espoir)   | Gideon Sa'ar               |             | 9 décembre 1966   | Tel Aviv-Jaffa     | Israël                                       |
| 3                               | Parti de l'unité nationale (Bleu et blanc)   | Gadi Eizenkot              |             | 19 mai 1960       | Tibériade          | Israël                                       |
| 4                               | Parti de l'unité nationale (Bleu et blanc)   | Pnina Tamano-Shata         |             | 9 décembre 1981   | Wuzaba             | Éthiopie                                     |
| 5                               | Parti de l'unité nationale (Nouvel Espoir)   | Yifat Shasha-Biton         |             | 23 mai 1973       | Kiryat Shmona      | Israël                                       |
| 6                               | Parti de l'unité nationale (Bleu et blanc)   | Hili Tropper               |             | 22 avril 1978     | Jérusalem          | Israël                                       |
| 7                               | Parti de l'unité nationale (Nouvel Espoir)   | Ze'ev Elkin                |             | 3 avril 1971      | Kharkov            | RSS d'Ukraine                                |
| 8                               | Parti de l'unité nationale (Bleu et blanc)   | Michael Biton (en)         |             | 3 février 1970    | Yeruham            | Israël                                       |
| 9                               | Parti de l'unité nationale (Bleu et blanc)   | Matan Kahana (en)          |             | 29 juillet 1972   | Haïfa              | Israël                                       |
| 10                              | Parti de l'unité nationale (Bleu et blanc)   | Orit Farkash-Hacohen (en)  |             | 29 décembre 1970  | Petah Tikva        | Israël                                       |
| 11                              | Parti de l'unité nationale (Nouvel Espoir)   | Sharren Haskel             |             | 4 mars 1984       | Toronto            | Canada                                       |
| 12                              | Parti de l'unité nationale (Bleu et blanc)   | Alon Schuster (en)         |             | 2 mars 1957       | Mefalsim           | Israël                                       |
| Shas (11)                       |                                              |                            |             |                   |                    |                                              |
| 1                               | Shas                                         | Aryé Dery                  |             | 17 février 1959   | Meknès             | Maroc                                        |
| 2                               | Shas                                         | Yaakov Margi               |             | 18 novembre 1960  | Rabat              | Maroc                                        |
| 3                               | Shas                                         | Yoav Ben-Tzur              |             | 11 juin 1958      | Kfar Saba          | Israël                                       |
| 4                               | Shas                                         | Michael Malchieli          |             | 7 octobre 1982    | Jérusalem          | Israël                                       |
| 5                               | Shas                                         | Haïm Biton (en)            |             | 17 janvier 1978   | Jérusalem          | Israël                                       |
| 6                               | Shas                                         | Moshe Arbel                |             | 26 décembre 1983  | Petah Tikva        | Israël                                       |
| 7                               | Shas                                         | Yinon Azulai (en)          |             | 10 juillet 1979   |                    | Israël                                       |
| 8                               | Shas                                         | Moshe Abutbul              |             | 14 juillet 1965   | Beer-Sheva         | Israël                                       |
| 9                               | Shas                                         | Uriel Buso                 |             | 13 septembre 1973 | Ramla              | Israël                                       |
| 10                              | Shas                                         | Yosef Taieb                |             | 15 février 1981   | Paris              | France                                       |
| 11                              | Shas                                         | Avraham Betzalel (he)      |             |                   |                    | Israël                                       |
| Judaïsme unifié de la Torah (7) |                                              |                            |             |                   |                    |                                              |
| 1                               | Judaïsme unifié de la Torah (Agoudat Israel) | Yitzhak Goldknopf          |             | 1951              | Jérusalem          | Israël                                       |
| 2                               | Judaïsme unifié de la Torah (Degel HaTorah)  | Moshe Gafni                |             | 5 mai 1952        | Bnei Brak          | Israël                                       |
| 3                               | Judaïsme unifié de la Torah (Agoudat Israel) | Meir Porush                |             | 15 juin 1955      | Jérusalem          | Israël                                       |
| 4                               | Judaïsme unifié de la Torah (Degel HaTorah)  | Uri Maklev                 |             | 10 janvier 1957   | Bnei Brak          | Israël                                       |
| 5                               | Judaïsme unifié de la Torah (Agoudat Israel) | Ya'akov Tessler            |             | 27 juin 1973      | Jérusalem          | Israël                                       |
| 6                               | Judaïsme unifié de la Torah (Degel HaTorah)  | Ya'akov Asher              |             | 2 juillet 1965    | Ramat Gan          | Israël                                       |
| 7                               | Judaïsme unifié de la Torah (Agoudat Israel) | Yisrael Eichler            |             | 27 mars 1955      | Jérusalem          | Israël                                       |
| Israel Beytenou (6)             |                                              |                            |             |                   |                    |                                              |
| 1                               | Israel Beytenou                              | Avigdor Liberman           |             | 5 juin 1958       | Chișinău           | République socialiste soviétique de Moldavie |
| 2                               | Israel Beytenou                              | Oded Forer                 |             | 30 mai 1977       | Rehovot            | Israël                                       |
| 3                               | Israel Beytenou                              | Evgeny Sova (en)           |             | 29 août 1980      | Pervomaïsk         | RSS d'Ukraine                                |
| 4                               | Israel Beytenou                              | Sharon Nir (he)            |             | 3 novembre 1970   | Haïfa              | Israël                                       |
| 5                               | Israel Beytenou                              | Ioulia Malinovski          |             | 5 septembre 1975  | Vorochilovgrad     | RSS d'Ukraine                                |
| 6                               | Israel Beytenou                              | Hamad Amar                 |             | 5 novembre 1964   | Shefa Amr          | Israël                                       |
| Liste arabe unie (5)            |                                              |                            |             |                   |                    |                                              |
| 1                               | Liste arabe unie                             | Mansour Abbas              |             | 22 avril 1974     | Maghar             | Israël                                       |
| 2                               | Liste arabe unie                             | Walid Taha (en)            |             | 7 septembre 1968  | Kafr Qasim         | Israël                                       |
| 3                               | Liste arabe unie                             | Walid al-Hawalsha (he)     |             | 1981              |                    | Israël                                       |
| 4                               | Liste arabe unie                             | Iman Khatib-Yasin          |             | 23 octobre 1964   | Arraba             | Israël                                       |
| 5                               | Liste arabe unie                             | Yasser Hajirat (en)        |             |                   |                    | Israël                                       |
| Hadash-Ta'al (5)                |                                              |                            |             |                   |                    |                                              |
| 1                               | Hadash-Ta'al (Hadash)                        | Ayman Odeh                 |             | 1er janvier 1975  | Haïfa              | Israël                                       |
| 2                               | Hadash-Ta'al (Ta'al)                         | Ahmed Tibi                 |             | 19 décembre 1958  | Tayibe             | Israël                                       |
| 3                               | Hadash-Ta'al (Hadash)                        | Aida Touma-Suleiman        |             | 16 juillet 1964   | Nazareth           | Israël                                       |
| 4                               | Hadash-Ta'al (Hadash)                        | Ofer Cassif                |             | 25 décembre 1964  | Rishon LeZion      | Israël                                       |
| 5                               | Hadash-Ta'al (Hadash)                        | Youssef Atauna (en)        |             | 25 octobre 1966   |                    | Israël                                       |
| Parti travailliste (4)          |                                              |                            |             |                   |                    |                                              |
| 1                               | Travailliste                                 | Merav Michaeli             |             | 24 novembre 1966  | Petah Tikva        | Israël                                       |
| 2                               | Travailliste                                 | Naama Lazimi (en)          |             | 11 janvier 1986   | Migdal HaEmek      | Israël                                       |
| 3                               | Travailliste                                 | Gilad Kariv (en)           |             | 30 novembre 1973  | Tel Aviv           | Israël                                       |
| 4                               | Travailliste                                 | Efrat Rayten (en)          |             | 15 mai 1972       | Ramat Ha-Sharon    | Israël                                       |

## Remplaçants
| Député sortant de la Knesset | Député sortant de la Knesset | Député sortant de la Knesset | Parti                                        | Motif de fin du mandat                                                  | Député investi | Député investi | Député investi           | Parti                                        | Date             |
| ---------------------------- | ---------------------------- | ---------------------------- | -------------------------------------------- | ----------------------------------------------------------------------- | -------------- | -------------- | ------------------------ | -------------------------------------------- | ---------------- |
|                              |                              | Amihai Eliyahu               | Otzma Yehudit                                | Démission du ministre, en vertu de la loi norvégienne                   |                |                | Yitzhak Kroizer (en)     | Otzma Yehudit                                | 1er janvier 2023 |
|                              |                              | Yoav Ben-Tzur                | Shas                                         | Démission du ministre, en vertu de la loi norvégienne                   |                |                | Yonatan Mishraki (en)    | Shas                                         | 3 janvier 2023   |
|                              |                              | Miki Zohar                   | Likoud                                       | Démission du ministre, en vertu de la loi norvégienne                   |                |                | Dan Illouz (en)          | Likoud                                       | 6 janvier 2023   |
|                              |                              | Haïm Katz                    | Likoud                                       | Démission du ministre, en vertu de la loi norvégienne                   |                |                | Ariel Kallner (en)       | Likoud                                       | 6 janvier 2023   |
|                              |                              | Yitzhak Goldknopf            | Judaïsme unifié de la Torah (Agoudat Israel) | Démission du ministre, en vertu de la loi norvégienne                   |                |                | Yitzhak Pindrus (en)     | Judaïsme unifié de la Torah (Degel HaTorah)  | 6 janvier 2023   |
|                              |                              | Idit Silman                  | Likoud                                       | Démission du ministre, en vertu de la loi norvégienne                   |                |                | Eti Atiya (en)           | Likoud                                       | 7 janvier 2023   |
|                              |                              | Amichai Chikli               | Likoud                                       | Démission du ministre, en vertu de la loi norvégienne                   |                |                | Amit Halevi (en)         | Likoud                                       | 17 janvier 2023  |
|                              |                              | Meir Porush                  | Judaïsme unifié de la Torah (Agoudat Israel) | Démission du ministre, en vertu de la loi norvégienne                   |                |                | Moshe Roth (en)          | Judaïsme unifié de la Torah (Agoudat Israel) | 25 janvier 2023  |
|                              |                              | Uri Maklev                   | Judaïsme unifié de la Torah (Degel HaTorah)  | Démission du ministre, en vertu de la loi norvégienne                   |                |                | Eliyahu Baruchi (en)     | Judaïsme unifié de la Torah (Degel HaTorah)  | 25 janvier 2023  |
|                              |                              | Yoel Razvozov                | Yesh Atid                                    | Retrait de la vie politique                                             |                |                | Shelly Tal Meron (en)    | Yesh Atid                                    | 1er février 2023 |
|                              |                              | Yaakov Margi                 | Shas                                         | Démission du ministre, en vertu de la loi norvégienne                   |                |                | Erez Malul (en)          | Shas                                         | 2 février 2023   |
|                              |                              | Haïm Biton                   | Shas                                         | Démission du ministre, en vertu de la loi norvégienne                   |                |                | Semion Moshiachvili (en) | Shas                                         | 2 février 2023   |
|                              |                              | Bezalel Smotrich             | Parti sioniste religieux                     | Démission du ministre, en vertu de la loi norvégienne                   |                |                | Zvi Sukkot (en)          | Parti sioniste religieux                     | 7 février 2023   |
|                              |                              | Ofir Akunis (en)             | Likoud                                       | Démission du ministre, en vertu de la loi norvégienne                   |                |                | Tsega Melaku (en)        | Likoud                                       | 10 février 2023  |
|                              |                              | Eli Cohen                    | Likoud                                       | Démission du ministre, en vertu de la loi norvégienne                   |                |                | Osher Shekalim (en)      | Likoud                                       | 15 février 2023  |
|                              |                              | Miri Regev                   | Likoud                                       | Démission du ministre, en vertu de la loi norvégienne                   |                |                | Keti Shitrit (en)        | Likoud                                       | 15 février 2023  |
|                              |                              | Galit Distel-Etebaryan       | Likoud                                       | Démission du ministre, en vertu de la loi norvégienne                   |                |                | Moshe Passal (en)        | Likoud                                       | 12 mars 2023     |
|                              |                              | Yoav Kisch                   | Likoud                                       | Démission du ministre, en vertu de la loi norvégienne                   |                |                | Sasson Guetta (en)       | Likoud                                       | 26 mars 2023     |
|                              |                              | Dudi Amsalem                 | Likoud                                       | Démission du ministre, en vertu de la loi norvégienne                   |                |                | Avihai Boaron (en)       | Likoud                                       | 31 mars 2023     |
|                              |                              | Orna Barbivai                | Yesh Atid                                    | Démission en raison de sa candidature aux municipales de Tel Aviv-Jaffa |                |                | Yaron Levi (en)          | Yesh Atid                                    | 1er août 2023    |